# Liste der Monuments historiques in Parves et Nattages
Die Liste der Monuments historiques in Parves et Nattages führt die Monuments historiques in der französischen Gemeinde Parves et Nattages auf.

## Liste der Bauwerke
| Bezeichnung      | Beschreibung | Standort           | Kennzeichnung | Schutzstatus | Datum | Bild           |
| ---------------- | ------------ | ------------------ | ------------- | ------------ | ----- | -------------- |
| Pierre à bassins |              | En Bagneux (Lage)  | PA00116446    | Classé       | 1913  | weitere Bilder |
| Pierre à bassins |              | Sous Rosset (Lage) | PA00116447    | Classé       | 1913  |                |